# HD 48767
HD 48767，又名BD+55 1122，SAO 25963、HR 2485，是一颗恒星，视星等为6.33，位于銀經160.26，銀緯21.69，其B1900.0坐标为赤經6h 39m 52.1s，赤緯+55° 21.69′ 49″。